# 1479 Inkeri
Az 1479 Inkeri (ideiglenes jelöléssel 1938 DE) a Naprendszer kisbolygóövében található aszteroida. Yrjö Väisälä fedezte fel 1938. február 16-án, Turkuban.